# Супряга
Супря́га, діал. супру́га (від прасл. *sǫpręgǫ — «запрягу разом») — форма господарської кооперації, що простежується за документальними джерелами на українських землях у XVI—XIX ст. Учасників супряги називали «супрягачами» або «супряжичами».
Супряга полягає в об'єднанні реманенту (возів, плугів, саней тощо) та робочої худоби (коней і волів) кількома окремими дворогосподарствами для виконання спільних трудових повинностей (панщини, толоки, шарварку), які накладалися на сільську громаду загалом. Коли селяни супрягою відбували панщину, то в плуг «спрягивали по волу з дворища», для возової повинності поставляли «один воз с двух дворищ», а для виконання ремонтних робіт (шарварків) «если везут дерево восьмисаженное, спрягаються по четыре дворища, а если меньшее, то по два». За таким же принципом організовували супрягу для виконання загальних робіт на користь всієї сільської громади чи окремих господарств села (оранка твердих ґрунтів важкими плугами, в які впрягали по кілька пар волів, підвіз дерева для будівництва тощо).